# Tawassul
Tawasuul o tawsassul (en árabe: توسل‎, romanizado: Taûassul, lit. 'invocación') es una de las creencias de los musulmanes chiitas y la mayoría de sunitas y se usa para invocar a alguien o algo con una posición suprema, delante de Dios.
Desde el punto de vista del chiita, la importancia de tawasuul ha cogido del mandato de Dios en el Corán y de muchos hadices del Ahlul Bayt. Se ha mencionado en las súplicas de chiita y Ziyarat del Ahlul Bayt. Y hay una súplica se llama tawassul. Aunque según la creencia de M. Ibn Abdulwahhab (el fundador de wahabismo), ha prohibido invocar a alguien o algo. Pero los chiitas y las cuatro escuelas tradicionales del sunismo creen en taûassul.

## Terminología
Tawassul significa recurrir a alguien muy preciado o invocar, que actúa como intermediario entre una persona y Dios, para así obtener una posición más cerca de Él.
En la obra Lisânul 'Arab dice a este respecto:
"Por este medio –ya sea persona o cosa– busca refugio en Él",o sea: por medio de aquello que es causa de respeto e importancia para Él, acércate a Él.
También en el Corán dice:

"¡Creyentes! ¡Temed a Dios y buscad el medio de acercaos a Él! ¡Combatid por Su causa! Quizás, así os salvéis..." 
Corán 5:34.

Yûharî en el Sihâhul–Lughat al ûasîlah, o sea, intermediario lo describe de la siguiente manera:
"...intermediario es aquel, por medio del cual nos aproximamos a otro..."
Por lo tanto, es alguien o algo muy preciado que por su mediación se busca refugio, pudiendo realizarse a través de un buen acto o una súplica sincera a Dios, que como algo poderoso nos conecta con Él; o también puede hacerse a través de un hombre, por cuya supremacía y pureza de su alma se encuentra muy cercano a Dios, contando por ello con un rango y un honor especial.

## Formas detawassul
El buscar refugio lo se puede dividir en tres categorías:
- Tawassul en los buenos actos, tal y como Yalâlu al-Din Suîûtî narra:

"Qatâdahla aleya , "...y buscad el medio de acercaos a Él", la interpretó de la siguiente forma: "...obedeciendo a Dios y actuando como a Él le complace, acercaos a su Creador..."
- Tawassul en la súplica de los siervos benévolos de Dios tal y como cuenta el Sagrado Corán de boca de los hermanos del Profeta José:

"Dijeron: – ¡Padre! ¡Pide a Al.lah que nos perdone nuestros pecados! ¡Hemos pecado! Dijo: – ¡Pediré a mi Señor que os perdone! Él es el Indulgente, el Misericordioso". 
Corán 12:97.

- Tawassul en algún personaje piadoso que cuente ante Dios con un puesto y un respeto especial, siendo éste uno de aquellos que están próximos a Él.

Este tipo de buscar refugio era común desde el inicio del Islam y costumbre ente los Sahâbah (Compañeros del profeta), íntimos compañeros del Profeta  Mahoma. A continuación veamos lo que dicen los Hadices, el comportamiento de los sahâbah, el de los sabios y los grandes personajes a este respecto:
Ahmad Ibn Hanbal en su Musnad relata de 'Uzmân Ibn Hanîf:
"Un día, un hombre ciego se acercó al Profeta y le dijo: – ¡Oh, Rasulul.lah! Pide a Dios que me de bienestar. 
–¿Queréis que en este momento suplique por ti?, pero es mejor en caso de que estéis de acuerdo, que lo haga más tarde –propuso el Profeta. 
–Por favor, ahora mismo– contestó suplicante el hombre ciego.
El Mensajero Divino le ordenó que cuidadosamente realizase una ablución, seguida de una oración de dos ciclos y tras ello dijese la siguiente súplica: – ¡Oh, mi Creador y Protector! Te ruego que por medio de Mahoma, el benévolo Profeta, me permitáis acercarme a Ti. ¡Oh, Mahoma! ¡Por medio de ti me acerco a Al.lah para que atienda a mis súplicas. ¡Oh, Dios mío!, acepta a Mahoma como mi intercesor".
Los exegetas respaldan la veracidad de esta narración, al grado que Hâkim Naîshâburî en su Mustadrak, después de narrar este mismo Hadîz, lo considera un Hadîz verídico y también Ibn Mâyah, que transmite de AbûIshâq dice: "Esta es una narración sahîh –verídica". Tirmidhî en su obra Abwâbul–Ad'îah confirma la veracidad de ésta. Muhammad Nasîbar–Rufâ'î en su obra At–Taûassulila Haqiqhatul–Taûassul expone:
"Sin duda que este hadîz es verídico y famoso... y esta narración comprueba que con el ruego del Mensajero de Dios este hombre recuperó la vista".
Con todo lo expuesto anteriormente se demuestra que buscar refugio en el Enviado de Dios, actuando éste como intercesor, no sólo era permisible, sino que él mismo enseñó al hombre ciego la forma de suplicar; y de como pedir que el Profeta actúe como intercesor entre él y Dios Todopoderoso; teniendo el mismo significado que buscar refugio en los piadosos y queridos de Dios.
Abu 'Abdul.lah Bujârî en su Sahîh narra:
"Cuando pasábamos por una época de escacía, 'Umar Ibn Jatâb utilizando a Abbâs Ibn 'Abdul Muttâlib –tío paterno del Mensajero Divino– como intermediario, pedía a Dios que lloviese diciendo: ¡Oh, mi Señor! Mientras Tu Enviado estuvo en vida, pedíamos a él su intercesión, y Nos enviabas Sus bendiciones a nosotros. Hoy por medio del tío de Tu Enviado, nos acercamos a Ti para que nos mandes la lluvia" –y llovía. 
La cuestión del Tawassul hacia los santos de Dios, era muy común entre los primeros musulmanes, quienes incluso en sus poemas presentaban al Profeta como su intercesor entre ellos y Dios.
Saûad Ibn Qârib compuso un poema para el Enviado Divino y de sus versos se entiende lo siguiente:
"...Atestiguo que no hay otra providencia más que Él, y tú eres honesto con todo lo que está oculto, Atestiguo que tú – ¡oh, hijo de los grandes y purificados– entre los profetas eres el mejor eslabón para acercarnos a Dios..." 
Cuando el Profeta escuchaba a Saûad Ibn Qârib decir este poema, nunca le ordenó ni pidió que callase, tampoco lo acusó de politeísta o de innovador.

## Tawassul y Ahlul Bayt
En la escuela del chiita, Ahlul Bayt han mencionado muchos Hadices sobre Tawasuul.
En una aleya del Corán Dios dice:

Aferraos al pacto de Alá, todos juntos, sin dividiros
Corán 3:103.

Según los Hadices de chiita, el pacto de Dios es el profeta Mahoma y Ahlul Bayt como lo que Dice el sexto imam de los chiitas (Ya`far as-Sadiq):
Nosotros Ahlul Bayt somos el pacto de Dios, pues, Aferraos al pacto de Alá, todos juntos, sin dividiros.
En otros hadices Ahlul Bayt han mencionado consecuencia de Tawasuul aconsejando a Tawasuul:
Fátima az-Zahra dijo:
Todas las que están en el cielo y en la tierra, buscan un medio para acercar a Dios, pues nosotros Ahlul Bayt somos medio para acercar a Dios.
También Ayisha narra del profeta:
Ali ibn Abi Talib es el medio más cerca a Dios.